# Член парламенту Сполученого Королівства
У Сполученому Королівстві член парламенту (англ. Member of Parliament (MP)) — особа, обрана для роботи в Палаті громад парламенту Сполученого Королівства.

## Виборча система
Усі 650 членів парламенту Сполученого Королівства обираються за мажоритарною виборчою системою відносної більшості в одномандатних виборчих округах, де кожен округ має свого єдиного представника.

## Вибори
Новий склад парламенту обирається на загальних виборах кожні 5 років. В 2011 році парламент Сполученого Королівства прийняв акт про фіксований термін повноважень парламенту який встановив, що чергові загальні вибори проводяться у перший четвер травня кожні п'ять років, або на четвертий рік, якщо дата попередніх виборів була до першого четверга травня. До прийняття цього акту, вибори проводились щонайменше раз на п'ять років, але часто вони проводилися раніше, якщо прем'єр-міністр радить монарху скористатися його королівською прерогативою і розпустити парламент, що автоматично призводить до нових виборів. Прем'єр-міністри часто застосовували цей механізм для призначення виборів до кінця п'ятирічного терміну. Також цей акт передбачає проведення дострокових виборів, якщо простою більшістю голосів Палати громад висловлено вотум недовіри уряду або якщо парламент приймає акт про проведення дострокових виборів кваліфікаційною більшістю у дві третини голосів від свого складу.
Перші вибори згідно акту відбулися 7 травня 2015 року. Дострокові вибори відбулися у 2017 році, після того, як прем'єр-міністр Тереза Мей отримала схвалення кваліфікаційною більшістю парламенту призначити їх, як це передбачено актом. Відповідно до акту, наступні загальні вибори були призначені на 2022 рік, але акт про дострокові парламентські вибори 2019 року, прийнятий за підтримки опозиції, визначив проведення дострокових виборів 12 грудня 2019 року. Дата наступних виборів передбачена актом — травень 2024 року.
Консервативна партія, яка станом на січень 2021 року представлена в уряді, зобов'язується скасувати акт, прийнятий у 2011 році про фіксований термін повноважень парламенту та відновити королівську прерогативу розпуску парламенту. На виконання цієї обіцянки 1 грудня 2020 року уряд опублікував законопроєкт про скасування акту.
Якщо виникає вакансія внаслідок смерті або відставки, призначаються додаткові вибори на тому виборчому окрузі місце представника якого звільнилося. Самостійна відставка членам парламенту заборонена. Призначення на інші визначені законодавством посади автоматично позбавляє права засідати у парламенті. Тому щоб обійти цю заборону, члени парламенту призначаються у «офіс прибутку під Короною» (англ. "office of profit under the Crown"), фактично юридична фікція, яка має в штаті дві неоплачуваних посади. Також актом про відставку членів Палати громад, прийнятим 1975 року, перелічено сотні посад, призначення на які автоматично означає відставку члена парламенту. Але з 1981 року жоден член Палати громад не втратив своє місце, через призначення на справжню посаду.
Відповідно до акту про представництво народу 1981 року будь-який член парламенту, засуджений до більш ніж року в'язниці, автоматично звільняє своє місце. Для деяких видів менших протиправних дій акт про відкликання депутатів від 2015 року передбачає відкриття клопотання про відкликання. Якщо підписується більше 10 % зареєстрованих виборців на окрузі, місце звільняється.

## Право на участь у виборах
Щоб мати право участі у парламентських виборах, особа повинна мати вік не менше 18 років і бути громадянином Великої Британії, країни Співдружності чи Ірландії. Особа не повинна бути зареєстрована для участі у виборах, а також не існує жодних обмежень щодо місця проживання кандидата.
Акт про відставку членів Палати громад 1975 року забороняє особам, які займають посади державних службовців, поліцейським, військовослужбовцям та суддям бути членами парламенту.
Членам Палати лордів також не дозволяється займати місця в Палаті громад. Не можуть бути членами парламенту члени законодавчих органів поза межами Співдружності, за винятком членів ірландського парламенту. Крім того, члени парламенту Національної асамблеї Уельсу або Асамблеї Північної Ірландії також не можуть членами парламенту Сполученого Королівства, відповідно до актів Уельсу та Північної Ірландії, прийнятих у 2014 році.
Не можуть бути членами парламенту банкрути і особи, які відбувають покарання у в'язниці строком рік і більше.

## Титул
Члени парламенту мають право використовувати після іменні літери «MP». Під час дебатів у Палаті громад до членів парламенту ввічливо звертаються «шановний» (англ. «honorable») або постійно, якщо вони діти пера. Члени Таємної ради використовують форму звертання: «Високодостойний» (англ. «The Honourable», скорочено «The Rt Hon.» або «Rt Hon.») ім'я «MP».

## Обов'язки
Головний обов'язок члена парламенту — діяти в національних інтересах. Вони також повинні діяти в інтересах своїх виборців, якщо це не перешкоджає головному обов'язку. Нарешті, якщо вони належать до політичної партії, вони можуть діяти в інтересах цієї партії, підкоряючись іншим двом обов'язкам.